# Świsłocz (przystanek kolejowy)
Świsłocz (biał. Свіслач, ros. Свислочь) – przystanek kolejowy w miejscowości Świsłocz, w rejonie świsłockim, w obwodzie grodzieńskim, na Białorusi.